# Bernd-A. Rusinek
Bernd-A. Rusinek (* 1. März 1954 in Helmstedt) ist ein deutscher Historiker, bis 2019 Leiter des Archivs am Forschungszentrum Jülich sowie außerplanmäßiger Professor für neuere Geschichte an der Heinrich-Heine-Universität Düsseldorf.

## Leben und Wirken
Nach einer Lehre als Bankkaufmann erwarb Rusinek 1976 das Abitur auf dem Zweiten Bildungsweg am Braunschweig-Kolleg. Er studierte von 1978 bis 1984 an der Freien Universität Berlin und der Universität Düsseldorf als Stipendiat der Studienstiftung des deutschen Volkes Geschichte, Germanistik und Philosophie. Von 1985 bis 1987 war er wissenschaftlicher Mitarbeiter der Mahn- und Gedenkstätte Düsseldorf, wo er die Dauerausstellung Verfolgung und Widerstand in Düsseldorf 1933–1945 konzipierte. 1988 wurde er mit einer Arbeit über Jugend im Zweiten Weltkrieg mit Summa cum laude promoviert. 1993 habilitierte er sich mit einer Studie zur Geschichte der Kernforschungsanlage Jülich (KFA).
Nach Stationen als Gastprofessor an der Karls-Universität Prag und einer Tätigkeit als wissenschaftlicher Mitarbeiter im Hauptstaatsarchiv Düsseldorf 1995 bis 1998, während der er für die nordrhein-westfälische Landesregierung ein Gutachten zum Fall der NS-Vergangenheit Hans Ernst Schneiders alias Hans Schwertes erstellte, ernannte ihn die Universität Düsseldorf 1999 zum außerordentlichen Professor.
Von 2000 bis 2002 nahm er eine Vertretungsprofessur an der Universität Siegen wahr. Ab 2003 arbeitete er im Rahmen eines Projekts der Deutschen Forschungsgemeinschaft (DFG) an der Universität Freiburg zur Biographie des Physikers und langjährigen DFG-Vizepräsidenten Walther Gerlach. Von 2008 bis 2019 leitete Rusinek das Archiv am Forschungszentrum Jülich.
Rusineks Dissertation entstand im Auftrag des Innenministeriums von Nordrhein-Westfalen. Mit der Studie sollte geklärt werden, ob die am 10. November 1944 in Köln von der Gestapo öffentlich erhängten Mitglieder der Ehrenfelder Gruppe Angehörige einer Widerstandsbewegung gegen das NS-Regime oder Kriminelle waren. Nach Auswertung der Dokumente kam Rusinek zur Schlussfolgerung, dass die umgebrachten Jugendlichen kaum mit den als „Edelweißpiraten“ bezeichneten Jugendlichen in Verbindung standen.

## Auszeichnungen
- 1990: Wissenschaftspreis der Internationalen Messe Druck und Papier / DRUPA für die Dissertation Gesellschaft in der Katastrophe. Terror, Illegalität, Widerstand. Köln 1944/45.
- 1995: Wissenschaftspreis der Gesellschaft von Freunden und Förderern der Heinrich-Heine-Universität Düsseldorf für die Habilitationsschrift Die Anlage. Eine Zusammenhangsgeschichte der Kernforschungsanlage Jülich (KFA) von ihrer Gründung bis zur Konsolidierung.

## Veröffentlichungen (Auswahl)
- Gesellschaft in der Katastrophe. Terror, Illegalität, Widerstand – Köln 1944/45. Klartext, Essen 1989, ISBN 3-88474-134-9 (zugleich Dissertation, Universität Düsseldorf 1988).
- als Hrsg.: Einführung in die Interpretation historischer Quellen. Schwerpunkt: Neuzeit. Schöningh, Paderborn 1992, ISBN 3-506-99426-3.
- Das Forschungszentrum. Eine Geschichte der KFA Jülich von ihrer Gründung bis 1980 (= Studien zur Geschichte der deutschen Großforschungseinrichtungen. Band 11). Campus, Frankfurt am Main 1996, ISBN 3-593-35636-8.
- mit Wilfried Loth (Hrsg.): Verwandlungspolitik. NS-Eliten in der westdeutschen Nachkriegsgesellschaft. Campus, Frankfurt am Main 1998, ISBN 3-593-35994-4.
  - darin: Von Schneider zu Schwerte. Anatomie einer Wandlung. S. 143–180.
- (Hrsg.) Kriegsende 1945. Verbrechen, Katastrophen, Befreiungen in nationaler und internationaler Perspektive. Wallstein, Göttingen 2004, ISBN 3-89244-793-4.
- mit Anselm Faust und Burkhard Dietz: Lageberichte rheinischer Gestapostellen. Bislang 3 Bände. Droste, Düsseldorf 2012–2016
  - Band 1: 1934. ISBN 978-3-7700-7638-3.
  - Band 2.1: Januar – Juni 1935. ISBN 978-3-7700-7643-7.
  - Band 2.2: Juli – Dezember 1935. ISBN 978-3-7700-7646-8.
  - Band 3.1: Januar – März 1936. ISBN 978-3-7700-7647-5.
- mit Andreas Kühn (Hrsg.): Das Nordrhein-Westfalen-Lesebuch. Greven, Köln 2014, ISBN 978-3-7743-0633-2.
- Der Fall Greifeld, Karlsruhe – Wissenschaftsmanagement und NS-Vergangenheit (= Veröffentlichungen aus dem Archiv des Karlsruher Instituts für Technologie. Band 5). KIT Scientific Publishing, Karlsruhe 2019, ISBN 978-3-7315-0844-1.